# Oblička Sena
Oblička Sena (cyr. Обличка Сена) – wieś w Serbii, w okręgu pczyńskim, w mieście Vranje. W 2011 roku liczyła 27 mieszkańców.